# Kanton Fort-de-France-2
Kanton Fort-de-France-2 is een voormalig kanton van het Franse departement Martinique. Kanton Fort-de-France-2 maakte deel uit van het arrondissement Fort-de-France en telde 2.696 inwoners (2007). Het werd zoals alle kantons van Martinique opgeheven op 1 januari 2016.

## Gemeenten
Het kanton Fort-de-France-2 omvatte enkel een deel van de gemeente Fort-de-France.